# Wang Haowei
Wang Haowei (xinès simplificat: 王好为, pinyin: Wáng hào wéi; Chongqing, 1940) és una actriu, guionista, productora i directora de cinema i televisió. Una de les directores de l'anomenada quarta generació de directors de cinema xinesos.

## Biografia
Wang Haowei va néixer el 6 d'abril de 1940 a Chongqing, a la Xina. Va viure i estudiar a Chengdu, Xi'an, Changchun i altres llocs, on els seus pares es traslladaven per treballar. El 1958, va entrar al Departament de Direcció de l'Acadèmia de Cinema de Pequín. Després de graduar-se, va començar a treballar de guionista i assistent de direcció al Beijing Film Studio, on posteriorment rodaria la major part dels seus films.

#### Carrera cinematogràfica
A causa de la Revolució Cultural no va poder començar a fer la seva primera pel·lícula fins a l'any 1979: "What a Family" (瞧这一家子), sobre un guió escrit per un guionista de l'estudi de Pequín, Lin Li, i protagonitzada per Liu Xiaoqing. És una pel·lícula que narra la vida d'una família normal de Pequín a través del conflicte entre dues generacions, pare i fill, però d'una manera humorística. És una de les poques comèdies fetes després de la Revolució Cultural. Va guanyar el Premi de Cinema Excel·lent del Ministeri de Cultura.
Els temes de la seva filmografia s'han mogut entre les històries situades en el món rural i les que han descrit la problemàtica en les grans ciutats com Pequín.
En algunes de les seves pel·lícules hi va col·laborar com a director de fotografia, el seu marit Li Chensheng.
L'any 1981, "The Invisible Web" (潜网), de nou amb Liu Xiaoqing com a protagonista, és una crítica a la desigualtat dels joves en el matrimoni, en concret les noies que es veuen atrapades en una "xarxa invisible". Va guanyar el Premi del Jurat del Festival Internacional de Cinema de Figueira da Foz a Portugal.
El 1983 va filmar una de les seves pel·lícules més famoses; "Ormosia from the North" (北国红豆), adaptació d'una novel·la de l'escriptor Qiao Xuezhu (乔雪竹), on s'explica la història d'una jove, Lu Xuezhi que abandona la seva ciutat natal per viure amb la seva germana gran a les muntanyes de Daxing'anling al nord de Heilongjiang, on troba feina com a cuinera. Allà s'enamora d'un treballador, però el seu cunyat no aprova la seva aventura i s'oposa al seu matrimoni. Amb l'ajuda del professor Jiang Youlin, Xuezhi decideix ser independent, però l'atracció pel seu professor li genera una gran confusió en els seus sentiments.
Amb "Sunset Street" (夕照街) l'any 1983, va tornar a un tema urbà per pintar un quadre de la vida quotidiana a Pequín a principis dels anys 80.
El 1985, "A Fascinating Musical Band" (迷人的乐队》), és una altra història d'amor al camp, tema que va continuar en les seves tres pel·lícules següents, el 1986-87, analitzant amb més precisió la vida al poble sotmesa a les repercussions dels canvis sociopolítics del moment.
El 1989, va adaptar el conte "哦，香雪" de l'escriptora Tie Ning, que representa la vida d'una noia del poble amb ganes de descobrir el món. La pel·lícula es va estrenar a la Xina el desembre de 1989 i a nivell mundial el febrer de 1991 a la secció Kinderfilmfest 4a Berlinale. Va obtenir el premi Jinji Jiang de l'any 1992 a la millor fotografia.(Golden Rooster Awards).
El 1992 va adaptar la novel·la "The Divorce" de l'escriptor Lao She, de qui havia fet un documental sobre la seva vida.

## Filmografia destacada
| Any  | Títol xinès  | Títol anglès                        |
| ---- | ------------ | ----------------------------------- |
| 1979 | 瞧这一家子   | What a Family                       |
| 1981 | 潜网         | The Invisible Web                   |
| 1983 | 北国红豆     | Ormosia from the North              |
| 1983 | 夕照街       | Sunset Street                       |
| 1985 | 迷人的乐队   | A Fascinating Musical Band          |
| 1987 | 金匾背后     | Behind the Golden Board             |
| 1987 | 村路带我回家 | The Path Takes Me Home              |
| 1988 | 寻找魔鬼     |                                     |
| 1989 | 哦，香雪     | Oh! Sweet Snow                      |
| 1992 | 离婚         | Afther Divorce                      |
| 1999 | 能人于四     | Yusi, A Capable Man                 |
| 2015 | 龙凤呈祥     | Dragon and Phoenix Bring Prosperity |